# جوزپه کاوو دراگون
جوزپه کاوو دراگون (به ایتالیایی: Giuseppe Cavo Dragone) دریابد خلبان نیروی دریایی ایتالیا است که در حال حاضر به عنوان رئیس کمیته نظامی ناتو فعالیت می‌کند. وی پیش‌تر رئیس ستاد نیروی دریایی ایتالیا و رئیس ستاد دفاعی ایتالیا بود‌.